# Franz Baeumker
Franz Baeumker (* 16. November 1884 in Breslau; † 19. Juli 1975 in Aachen) war ein deutscher katholischer Geistlicher, Bibliothekar und Kirchenhistoriker.

## Leben
Der Sohn des Philosophen Clemens Baeumker und seiner Ehefrau Wilhelmine von Hatzfeld studierte nach dem Abitur 1903 in Bonn von 1903 bis 1908 katholische Theologie in Bonn, Straßburg, Tübingen und Köln. Seit 1905 war er Mitglied der katholischen Studentenverbindung KDStV Badenia (Straßburg) Frankfurt am Main im CV. Nach der Priesterweihe 1908 in Köln war er ab 1908 Kaplan in Godesberg-Rüngsdorf an St. Andreas. Von 1908 bis 1950 war er Bibliothekar im Kölner Priesterseminar. Nach der Promotion 1912 zum Dr. theol. bei Gerhard Esser und Winfried Philipp Englert in Bonn wurde er 1920 Assistent und Bibliothekar am Päpstlichen Werk der Glaubensverbreitung in Aachen. Er wurde auf dem Melatenfriedhof in Köln beigesetzt.

## Schriften (Auswahl)
- Die Lehre des hl. Anselmus von Canterbury und des Honorius Augustodunensis vom Willen und von der Gnade. Teil I. Dissertation Münster 1911 (Digitalisat).
- Die Lehre Anselms von Canterbury über den Willen und seine Wahlfreiheit. Münster 1912, OCLC 600511051.
  - L. Cordonnier: Rezension. In: Revue d’histoire ecclésiastique. 14,1 (1913), S. 787–788, ZDB-ID 209778-3.
  - Otto Scheel: Rezension, In: Theologische Literaturzeitung. 38,12 (1913), S. 366–368, ISSN 0040-5671.
- Das Inevitabile des Honorius Augustodunensis und dessen Lehre über das Zusammenwirken von Wille und Gnade. Münster 1914 (Digitalisat).
  - Otto Scheel: Rezension, In: Theologische Literaturzeitung. Monatsschrift für das gesamte Gebiet der Theologie und Religionswissenschaft. 40 (1915), S. 225–226, ISSN 0040-5671.
- Helden der Weltmission. 227 Lebensbeschreibungen hervorragender, um die Glaubensverbreitung verdienter, Männer und Frauen. Aachen 1923, OCLC 218141919.
- Johannes Olav Fallize. Ein bischöflicher Pionier des skandinavischen Nordens. Aachen 1924, OCLC 611260363.
- Zum Dreihundertjahrgedächtnis des Todes der ersten Aachener Ordensstifterin Apollonia Radermecher (31. Dez. 1926). Aachen 1926, OCLC 1070653577.
- Dr. med. Heinrich Hahn. Ein Apostel im Laienkleide 1800–1882. Ein Zeit- und Lebensbild, erstmalig auf Grund der Quellen dargestellt. Aachen 1930, OCLC 174540392.
  - Heinrich Savelsberg: Rezension, in: Zeitschrift des Aachener Geschichtsvereins 52 (1930), S. 273–274, ISSN 0065-0137.
- Heilige und heiligmäßige Christen aus dem Bereich des Bistums Aachen. Ein Beitrag zur Germania Sacra. Aachen 1950, OCLC 1046221093.
- Deutscher Psalter in Reimen. Aachen 1965, OCLC 1070237772.
- Leben Jesu gedichtet, nicht erdichtet. Aachen 1966, OCLC 1068204865.